# المحامي الطبيب
المحامي الطبيب (بالكورية: 닥터 로이어)؛ مسلسل تلفزيوني كوري الجنوبي، من بطولة سو جي سوب ، ايم سو هيانغ، شين سونغ روك ولي جو بين. عرض على قناة إم بي سي كل يومي الجمعة والسبت من 3 يونيو إلى 23 يوليو 2022.

## القصة
تدور أحداثه عن (هان يي هان)، جراح عبقري والذي أصبح محاميا للممارسات الطبية الخاطئة بعد أن خسر كل شيء بسبب عملية جراحية تسببت بموت مريضه بشكل غامض. بعد أن أصبح محاميا يحاول الطبيب كشف ملابسات تلك العملية الجراحية ووفاة مريضه. بنفس الوقت مدعية عام خسرت شخص عزيز لها بسبب تلك العملية، فيتعاون الثنائي للكشف عن المسؤول الحقيقي وراء الجريمة الغامضة. 

## طاقم

### دور رئيسي
- سو جي سوب  في دور هان يي هان[6]

كان جراحًا عبقريًا ولكنه الآن محامٍ متخصص في التقاضي الطبي.
- ايم سو هيانغ بدور كوم سيوك يونغ[7]

مدعية عام في قسم الجرائم الطبية بمكتب الادعاء بمنطقة سيئول.
- شين سونغ روك في دور لي جي دن[8]

مدير الفرع الآسيوي لشركة أونر هاند، وهي شركة متخصصة في الضغط والاستثمار.
- لي جو-بين بدور ليم يو نا[9]

رئيسة مركز البحث والتطوير بان سيوك.

### دور داعم
- لي جيونج-يونغ في دور غو جين جي[10]

رئيس مجلس إدارة مؤسسة بان سيوك ورئيس مستشفى بان سيوك، يشغل حاليًا منصب وزير الصحة والرعاية 
- تشوي جاي وونغ في دور بايك كانغ هو[10]

رئيس النيابة في قسم الجرائم الطبية في مكتب الادعاء العام لمنطقة سيول المركزية.
- كيم هو جونغ في دور جو جونغ هيون[10]

رئيسة قسم التمريض في مستشفى بان سيوك وعملت أيضًا أستاذًا إكلينيكيًا في قسم التمريض في جامعة بان سوك.
- تشوي دوك مون بدور لي دو هيونغ[11]

رئيس قسم التخدير في مستشفى بانسيوك بصفته أحد الشخصيات الرئيسية في الأحداث التي تهز حياة هان يي هان، فهو رجل طموح لديه اهتمام بالنجاح والترقية على قناعاته كطبيب.
- جونغ مين آه بدور جو دا روم[12]

كانت مراسلة ترفيهية سابقة ومحققة في مكتب محامٍة، انضمت إلى «نيو هوب لاو فيرم» من خلال علاقة خاصة مع يي هان. 
- كيم يون سيو في دور جونغ يون جونغ[13]

## المشاهدات
| الموسم | الموسم | رقم الحلقة | رقم الحلقة | رقم الحلقة | رقم الحلقة | رقم الحلقة | رقم الحلقة | رقم الحلقة | رقم الحلقة | رقم الحلقة | رقم الحلقة | رقم الحلقة | رقم الحلقة | رقم الحلقة | رقم الحلقة | رقم الحلقة | رقم الحلقة | المتوسط |
| الموسم | الموسم | 1          | 2          | 3          | 4          | 5          | 6          | 7          | 8          | 9          | 10         | 11         | 12         | 13         | 14         | 15         | 16         | المتوسط |
| ------ | ------ | ---------- | ---------- | ---------- | ---------- | ---------- | ---------- | ---------- | ---------- | ---------- | ---------- | ---------- | ---------- | ---------- | ---------- | ---------- | ---------- | ------- |
|        | 1      | 1006       | 806        | 1162       | 852        | 997        | 1285       | 1117       | 1076       | 1064       | 1077       | 1285       | 1168       | 1188       | 1100       | 1294       | 1294       | 1111    |

| الحلقات | تاريخ البث    | تقييمات Nielsen Korea | تقييمات Nielsen Korea |
| الحلقات | تاريخ البث    | على الصعيد الوطني     | سيئول                 |
| ------- | ------------- | --------------------- | --------------------- |
| 1       | 3 يونيو 2022  | 5.2%                  | 5.7%                  |
| 2       | 4 يونيو 2022  | 4.2%                  | 4.6%                  |
| 3       | 10 يونيو 2022 | 6.5%                  | 6.4%                  |
| 4       | 11 يونيو 2022 | 4.9%                  | 5.1%                  |
| 5       | 17 يونيو 2022 | 5.7%                  | 5.4%                  |
| 6       | 18 يونيو 2022 | 6.9%                  | 6.7%                  |
| 7       | 24 يونيو 2022 | 6.4%                  | 6.5%                  |
| 8       | 25 يونيو 2022 | 5.4%                  | 5.2%                  |
| 9       | 1 يوليو 2022  | 6.3%                  | 6.0%                  |
| 10      | 2 يوليو 2022  | 6.2%                  | 6.3%                  |
| 11      | 8 يوليو 2022  | 7.2%                  | 7.1%                  |
| 12      | 9 يوليو 2022  | 6.1%                  | 6.2%                  |
| 13      | 15 يوليو 2022 | 6.5%                  | 6.3%                  |
| 14      | 16 يوليو 2022 | 6.2%                  | 6.2%                  |
| 15      | 22 يوليو 2022 | 7.1%                  | 7.3%                  |
| 16      | 23 يوليو 2022 | 7.0%                  | 7.2%                  |
| المعدل  | المعدل        | 6.11%                 | 6.14%                 |

## الإنتاج

### صناعة
المسلسل من إخراج لي دونغ هيون الذي ساعد في إخراج مسلسلات مثل الغاوي العظيم (2018)، ومحقق سيئ (2018)، والحديقة الذهبية (2019). بجانب المخرج والمنتج والمخطط لدى إس بي إس (سابقاً) لي يونغ سوك، الذي اخرج مسلسلات مثل إيلجيمي (2008)، القرية: سر أشيارا (2015) هايتشي (2019). ومن كتابة جانغ هونغ تشول الذي كتب مسلسل صف الأكاذيب (2019). ومن تخطيط إم بي سي وانتاج بواسطة مونجاكسو وسلي تريون إنترتينمنت. 

### تفاصيل
في 27 أبريل 2022 ، تم نشر أول صور للمسلسل من موقع قراءة السيناريو.
في 28 أبريل 2022 ، أصدرت قناة ام بي سي أول عرض تشويقي للمسلسل.
تمثل الدراما عودة الممثل سو جي سوب بعد توقف دام 4 سنوات، أخر ظهور له على الشاشة في عام 2018، مسلسل تيريوس ورائيعلى قناة إم بي سي.

## روابط خارجية
- الموقع الرسمي
 باللغة الكورية
- المحامي الطبيب على موقع IMDb (الإنجليزية)
- المحامي الطبيب على موقع كينوبويسك (الروسية)
- المحامي الطبيب على موقع قاعدة بيانات الفيلم (الإنجليزية)
- المحامي الطبيب على هانسينما